# Кулагари
Кулагари (англ. Coolagary; ирл. Cúl an Gharraí) — деревня в Ирландии, находится в графстве Оффали (провинция Ленстер).

## Демография
Население — 365 человек (по переписи 2006 года). В 2002 году население составляло 241 человек.
Данные переписи 2006 года:
| Общие демографические показатели |               |                               |                               |      |      |
| Всё население                    | Всё население | Изменения населения 2002—2006 | Изменения населения 2002—2006 | 2006 | 2006 |
| 2002                             | 2006          | чел.                          | %                             | муж. | жен. |
| 241                              | 365           | 124                           | 51,5                          | 182  | 183  |